# Сметачек, Вацлав
Ва́цлав Сме́тачек (чеш. Václav Smetáček; 30 сентября 1906, Брно — 18 февраля 1986, Прага) — чешский дирижёр, гобоист и педагог. Художественный руководитель Пражского симфонического оркестра с 1942 по 1972 год. Народный артист ЧССР (1976).

## Биография
В 1922—1930 году учился в Пражской консерватории, его педагогами были Я. Кржичка (композиция), Л. Скугровский (гобой), П. Дедечек и М. Долежил (дирижирование). Кроме того, проходил обучение у профессора Карлова университета музыковеда З. Неедлы.
В 1928 году создал Пражский духовой квинтет, возглавлял его до 1955 года и играл в его составе на гобое. На этом же инструменте в начале 1930-х годов играл в Чешском филармоническом оркестре.
В 1930—1940-е годы также был дирижёром Симфонического оркестра Чешского радио, хора «Глагол Пражский». В 1942 году возглавил Пражский симфонический оркестр, которым руководил следующие 30 лет. Часто гастролировал и сделал более 300 записей.
Также вёл активную педагогическую деятельность в консерватории и пражской Академии искусств (преподавал не только дирижирование, но и игру на гобое). Вместе с А. Кубатом создал руководство игры на этом инструменте.
Крайне высокую оценку Сметачеку как дирижёру давал Г. Н. Рождественский, в молодости учившийся в Праге и посещавший концерты и репетиции чешского коллеги.
Вацлав Сметачек был одним из лучших исполнителей пьесы Фёрстера «Сирано», существует известная запись. Он также очень много играл Мартину, и он инструментовал, сделал оркестровую версию «Картинок с выставки» Мусоргского, несмотря на наличие около десяти других версий. Я должен сказать, что он смог найти свой путь, свое внутреннее слышание этого сочинения, и сделал это блестяще (Г. Рождественский)